# Постулат на Бертран
Постулатът на Бертран в теорията на числата е теорема, според която за всяко цяло число {\displaystyle n>3}, винаги съществува поне едно просто число {\displaystyle p}, за което
{\displaystyle n<p<2n-2.}
По-малко ограничителна формулировка гласи, че за всяко {\displaystyle n>1}, винаги има поне едно просто число {\displaystyle p} такова, че
{\displaystyle n<p<2n.}
Друга формулировка, където {\displaystyle p_{n}} е {\displaystyle n} -тото просто число, е: за {\displaystyle n\geq 1}
{\displaystyle p_{n+1}<2p_{n}.} 
Това твърдение е изказано за пръв път от Жозеф Бертран (1822 – 1900) през 1845 г. Бертран е успял да докаже твърдението си за всички цели числа {\displaystyle 2\leq n\leq 3\,000\,000}.
Неговата хипотеза е напълно доказана от Чебишов (1821 – 1894) през 1852 г.  и така постулатът се нарича също теорема на Бертран–Чебишов или теорема на Чебишов. Теоремата на Чебишов може да се посочи и като връзка с {\displaystyle \pi (x)}, функцията за броене на прости числа (брой прости числа, по-малък или равен на {\displaystyle x} ):
{\displaystyle \pi (x)-\pi {\bigl (}{\tfrac {x}{2}}{\bigr )}\geq 1}, за всяко {\displaystyle x\geq 2} .

## Теорема за простите числа
Теоремата за простите числа гласи, че броят на простите числа до x е приблизително равен на x/ln(x), така че ако заменим x с 2x, тогава виждаме, че броят на простите числа до 2x е асимптотично два пъти по-голям от броя на прости числа до x (членовете ln(2x) и ln(x) са асимптотично еквивалентни). Следователно, броят на простите числа между n и 2n е приблизително равен на n*ln( n ), когато n е достатъчно голямо. Т.е. има много повече прости числа в този интервал, отколкото са гарантирани от постулата на Бертран. Така излиза, че постулатът на Бертран е сравнително по-слаб от Теоремата за простите числа. От другата страна Теоремата за простите числа може да се разглежда доста по-задълбочено, докато постулатът на Бертран е формулиран по-простичко и се доказва по-лесно. А също така показва какво се случва за малки стойности на n. (В допълнение, теоремата на Чебишов е доказана преди Теоремата за простите числа и от тази гледна точка има исторически интерес.)